# Constituția RASS Moldovenești (1925)
Constituția Republicii Autonome Sovietice Socialiste Moldovenești din 1925 a fost aprobată în data de 23 aprilie, la Congresul I al Sovietelor din RASS Moldovenească. La 10 mai 1925 Congresul al IX-lea general al Sovietelor din RSS Ucraineană a întărit definitiv Constituția RASSM.

## Scurtă prezentare
Proiectul a fost eleborat de către organele ucrainene și confirmarea Constituției s-a făcut tot de acestea. După procedura de adoptare Constituția dată este apropiată de constituția acordată, calificată de specialiști ca fiind una rudimentară.
Constituția din 1925 nu se referea la drepturi și libertăți, ceea ce de asemenea nu este compatibil cu numele de Constituție modernă.

## Conținut
Constituția avea 110 articole, grupate în 7 capitole: 
- Dispoziții generale
- Organele supreme ale puterii de stat
- Sovietul Comisarilor Poporului
- Organele puterii locale
- Organele de justiție
- Bugetul RASSM
- Stema și steagul.

## Scop
Constituția RASSM a avut în primul rând un caracter propagandist. Partidul și liderii autonomiei declarând în mod consecvent scopul de a se reuni cu Basarabia sau chiar de a crea o Românie sovietică. RASS Moldovenești i-a fost recunoscut dreptul de a se separa de RSS Ucraineană. Acest lucru a fost confirmat de modificările aduse Constituției RSS Ucrainene în 1919 (art. 4) și consacrate în Constituția RSS Ucrainene în 1929. Era menționat faptul că „unificarea” RASSM cu RSSU se baza pe „dreptul la autodeterminare până la secesiune”. În Consiliul  Naționalităților al URSS, RASSM ca și RSSU au avut câte cinci reprezentanți.

## Vezi și
- Constituția RASS Moldovenești (1938)